# Judenstempel

Deutscher Reisepass mit J-Stempel und Zwangsvornamen Israel

Der sogenannte Judenstempel war ein ab 1938 von deutschen Behörden in deutschen Reisepässen angebrachter Stempel in Form eines roten „J“, mit dem der Passinhaber als Jude gekennzeichnet wurde. Grundlage war die Verordnung über Reisepässe von Juden vom 5. Oktober 1938.
Die deutschen J-Pässe kamen den Bedürfnissen der Schweiz und Schwedens entgegen, die wegen der vielen aus Deutschland Flüchtenden eine allgemeine Visumpflicht für deutsche Bürger erwogen. Die beiden Staaten wollten das Verbleiben von jüdischen deutschen Flüchtlingen in ihren Ländern behindern.
Gemäß einer späteren Polizeiverordnung vom 7. Juli 1941 sollte zudem die erste Seite des Passumschlages entsprechend gestempelt werden. Der Vorschlag hierzu stammt von einem deutschen Konsul.

## Historische Einordnung
Durch den J-Stempel konnten deutsche Juden bei einem Grenzübertritt sofort identifiziert werden. Abhängig von den Einreisebestimmungen des Ziellandes konnte dies bedeuten, dass Juden die Einreise verwehrt wurde. Die Schweiz gestattete den so identifizierbaren deutschen Juden die Einreise nur dann, wenn die zuständige schweizerische Vertretung vorher ein Visum erteilt hatte.
Die Erfindung des Judenstempels wurde lange der Schweiz angelastet, insbesondere dem damaligen Chef der Fremdenpolizei Heinrich Rothmund. Entsprechende Vorwürfe erhob Peter Rippmann in einem Artikel, der am 31. März 1954 in der Zeitschrift Der Schweizerische Beobachter erschien. Neuere Forschungen zeigen allerdings, dass der J-Stempel zwar aufgrund eines Abkommens zwischen der Schweiz und Deutschland eingeführt wurde, dass dieser aber auf einen Vorschlag der deutschen Behörden zurückgeht, welche damit die Einführung der vom Schweizer Bundesrat verlangten Visumpflicht für sämtliche deutsche Staatsangehörige verhindern wollten. Entsprechend relativierte auch der Beobachter 1998 seinen Vorwurf an Rothmund.
Die Schweiz hat die Pässe von Schweizer Juden nicht selbst speziell gekennzeichnet. Sie wollte jedoch nur dann „reichsangehörige[n] Juden, deren Pass mit dem [...] erwähnten Merkmal versehen ist [...], die Einreise in die Schweiz gestatten, wenn die zuständige schweizerische Vertretung in den Pass eine 'Zusicherung der Bewilligung zum Aufenthalt in der Schweiz oder zur Durchreise durch die Schweiz' eingetragen hat.“ Sie hat deutsche Juden im Regelfall nicht als politische Flüchtlinge aufgenommen und gefährdeten Juden die Einreise in die Schweiz ohne vorherige spezielle Antragstellung und Bewilligung verwehrt.